# Browns Valley (Minnesota)
Pour les articles homonymes, voir Browns Valley.
Browns Valley est une ville américaine située dans le Comté de Traverse, dans le Minnesota. Selon le recensement de 2010, sa population est de 589 habitants.